# チャーリー・アダム
チャールズ・グレアム・"チャーリー"・アダム（Charles Graham "Charlie" Adam, 1985年12月10日 - ）は、スコットランド出身の元同国代表選手で、元サッカー選手、サッカー指導者である。ポジションはMF（センターハーフ）。

## 経歴
1999年にダンディーFCのユースチームでキャリアをスタートさせ、2003年にレンジャーズFCに移籍した。複数クラブにレンタル移籍したのち、2009年8月、ブラックプールFCに移籍した。2011年7月、リヴァプールFCに移籍した。2012年8月、ストーク・シティFCに移籍した。

## 代表歴
スコットランド代表として2007年5月30日、UEFA EURO 2008予選のオーストリア代表戦でデビューを果たした。

## 人物
弟のグラント・アダムもプロサッカー選手であり、自身と同名の父親のチャーリー・アダムも元プロサッカー選手である。

## 所属クラブ
- レンジャーズFC 2003-2009

→ ロス・カウンティFC 2004-2005（レンタル移籍）
→ セント・ミレンFC 2005-2006（レンタル移籍）
→ ブラックプールFC 2009（レンタル移籍）
- ブラックプールFC 2009-2011
- リヴァプールFC 2011-2012
- ストーク・シティFC 2012-2019
- レディングFC 2019-2020
- ダンディーFC 2020-2022

## タイトル

### 個人
- PFA年間ベストイレブン：1回 (2009-10)